# Sachleistungsprinzip
Das Sachleistungsprinzip gehört zu den Strukturprinzipien der Gesetzlichen Krankenversicherung (GKV) in Deutschland und ist in § 2 des Fünften Buches Sozialgesetzbuch (SGB V) als Standard vorgesehen. Es versteht darunter die Bereitstellung von medizinischen Sach- und Dienstleistungen durch die Krankenkasse. Der Patient, d. h. entweder das Krankenkassenmitglied oder ein mitversicherter Familienangehöriger, nimmt danach Leistungen zur Krankenbehandlung von der Krankenkasse selbst in Anspruch, ohne dafür eine Rechnung vom Leistungserbringer zu erhalten. Als Alternative ist die Kostenerstattung wählbar. Dabei erstattet die Krankenkasse ihren Mitgliedern die Kosten für die von den Leistungsträgern erbrachten ärztlichen Behandlungen nachträglich. Das Sachleistungsprinzip gilt auch in der sozialen Pflegeversicherung und in der gesetzlichen Unfallversicherung.
Für das Sachleistungsprinzip bei Asylbewerberleitungen siehe Asylbewerberleistungsgesetz.

## Durchführung
Die Krankenkassen stellen die Leistungen durch Vertragsärzte und Vertragszahnärzte, Vertrags-Psychotherapeuten und andere Leistungserbringer bereit. Diese rechnen ihre Leistungen über die zuständige Kassenärztliche- oder Kassenzahnärztlichen Vereinigungen oder direkt mit der Krankenkasse des Versicherten ab. Die Leistungserbringer sind auf Vergütungsansprüche gegen die Krankenkasse beschränkt, eine Vergütungspflicht des Versicherten besteht nicht.
Der Leistungskatalog wird durch Bundesverträge zwischen dem Spitzenverband Bund der Krankenkassen einerseits und der Kassenärztlichen Bundesvereinigung bzw. Kassenzahnärztlichen Bundesvereinigung andererseits und ferner durch den Gemeinsamen Bundesausschuss (G-BA) verbindlich festgelegt.
Die Versicherten, die die Sach- oder Dienstleistungen in Anspruch nehmen, legen den Leistungserbringern ihre elektronische Gesundheitskarte oder Krankenversichertenkarte, einen Überweisungsschein oder ein Rezept vor, wodurch sie nachweisen, dass sie anspruchsberechtigt sind.

## Diskussion

### Vorteile
Durch die Abrechnung der Leistungen über die Kassenärztliche Vereinigung ist der Geldfluss zu Ärzten und Zahnärzten – im Rahmen der Abrechnungs- und Honorarverteilungsmaßstäbe – gesichert. Es besteht kein Ausfallrisiko durch säumige Patienten. Der Verwaltungsaufwand reduziert sich, da die Behandler keinen zusätzlichen Aufwand der Rechnungsstellung, Zahlungseingangsüberwachung, Mahnwesen etc. gegenüber jedem einzelnen Patienten haben.
Für die Patienten selbst entfällt größtenteils die Rechnungs- und Erstattungsabwicklung, da sie keine Rechnungen zur Erstattung einreichen und auch nicht finanziell in Vorleistung treten müssen. Für Patienten mit geringem Einkommen kann die Vorleistung der Kosten eine finanzielle Belastung darstellen. Sie werden ebenso vor finanziellen Überforderungen geschützt.

### Nachteile
Nachteilig am Sachleistungsprinzip ist, dass der Patient nicht erfährt, welche Kosten er für ärztliche Behandlung, Medikamente, Krankengymnastik, Krankenhausbehandlung usw. der Versichertengemeinschaft verursacht. Die Folgen sind Sorglosigkeit beim Inanspruchnahmeverhalten, Anspruchsdenken, die Anfälligkeit des Systems für Manipulationen. Daraus resultieren erhebliche bürokratische Kontroll-, Überwachungs-, Regulierungs- und Rationierungsmechanismen.
Durch das Zuzahlungsverbot und das Wirtschaftlichkeitsgebot der Gesetzlichen Krankenversicherung hat der Patient nur Anspruch auf einen begrenzten Leistungsumfang. Das im System der GKV fundierte und sich aus dem SGB V ergebende Verbot, vom Versicherten (Zu-)Zahlungen zu verlangen (§ 95 Abs. 3 in Verbindung mit § 2 Abs. 2, § 13 Abs. 1 SGB V), das als Zuzahlungsverbot zusätzlich in § 18 Abs. 3 Bundesmantelvertrag-Ärzte (BMV-Ä) und § 21 Abs. 3 Ersatzkassenvertrag-Ärzte (EKV-Ä), wie in den Bundesmantelverträgen/Ersatzkassenverträgen Zahnärzte normiert ist, gilt vom Grundsatz her für alle vertragsärztlichen Leistungen.